# Папуга-горобець еквадорський
Папуга-горобець еквадорський (Forpus coelestis) — птах родини папугових.

## Зовнішній вигляд
Довжина тіла 12-12,5 см. Основне забарвлення оперення зелене. Тім'я сіре, спина зелено-сіра, надхвістя і краї крил блакитні, хвіст зелений. Дзьоб світло-сірий, райдужка коричнева. У самок відсутня блакитне забарвлення на крилах і на надхвісті.

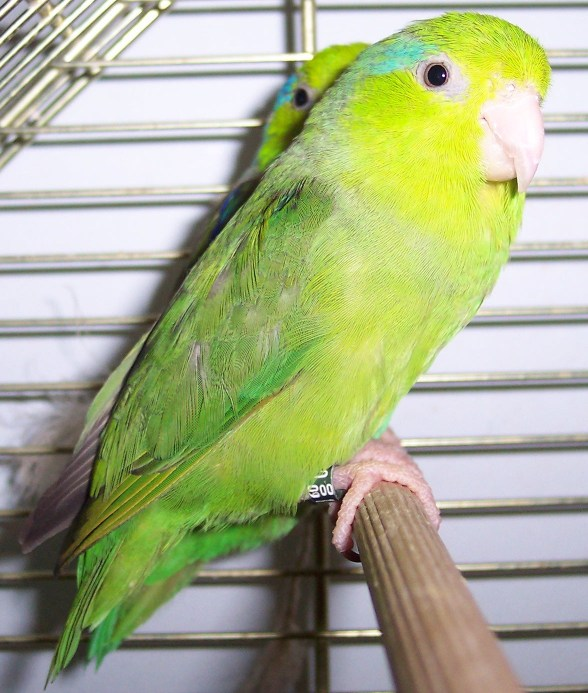
Самка

## Розповсюдження
Живуть від Еквадору до Перу й у західній частині Південної Америки.

## Спосіб життя
Населяють субтропічні й тропічні ліси.

## Розмноження
Самка відкладає від 4 до 6 яєць. Через 3 тижні з'являються пташенята, а ще через місяць вони оперяються і вилітають із гнізда.

## Утримання
Найчисленніший вид, що й добре розмножується в аматорів, роду Forpus.